# Пискатакуис (округ)
Писка́такуис (англ. Piscataquis County) — округ, расположенный в штате Мэн, США с населением в 17 235 человек по данным переписи населения 2000 года.
Административным центром округа является город Довер-Фокскрофт.

## География
По данным Бюро переписи населения США, общая площадь округа — 11 337 км², из которых: 10 272 км² — земля и 1065 км² (9,39 %) — вода. Самое большое озеро в округе — Мусхед (310 км²). Высочайшая точка в округе — гора Катадин (1606 м), географический центр находится в городе Довер-Фокскрофт.

### Соседние округа
- Арустук — север
- Пенобскот — юго-восток
- Сомерсет — запад

## Демография
По данным переписи населения 2000 года в округе Пискатакуис проживало 17 235 человек, 4854 семьи, насчитывалось 7278 домашних хозяйств и 13 783 жилых дома. Средняя плотность населения составляла 2 человека на один квадратный километр. Расовый состав округа по данным переписи распределился следующим образом: 97,84 % белых, 0,21 % чёрных или афроамериканцев, 0,52 % коренных американцев, 0,27 % азиатов, 0,02 % жители Океании, 1 % смешанных рас, 0,14 % — других народностей. Испано- и латиноамериканцы составили 0,52 % от всех жителей округа.
Из 7278 домашних хозяйств в 28,6 % — воспитывали детей в возрасте до 18 лет, 54,1 % представляли собой совместно проживающие супружеские пары, в 8,4 % семей женщины проживали без мужей, 33,3 % не имели семей. 27,8 % от общего числа семей на момент переписи жили самостоятельно, при этом 14 % составили одинокие пожилые люди в возрасте 65 лет и старше. Средний размер домашнего хозяйства составил 2,34 человек, а средний размер семьи — 2,83 человек.
Население округа по возрастному диапазону по данным переписи 2000 года распределилось следующим образом: 23,4 % — жители младше 18 лет, 5,7 % — между 18 и 24 годами, 26 % — от 25 до 44 лет, 27,5 % — от 45 до 64 лет и 17,4 % — в возрасте 65 лет и старше. Средний возраст жителей округа составил 42 года. На каждые 100 женщин в округе приходилось 96,4 мужчин, при этом на каждых сто женщин 18 лет и старше приходилось 95,2 мужчины также старше 18 лет.
Средний доход на одно домашнее хозяйство в округе составил 28 250 долларов США, а средний доход на одну семью в округе — 34 852 долларов. При этом мужчины имели средний доход в 28 149 долларов в год против 20 241 доллара среднегодового дохода у женщин. Доход на душу населения в округе составил 14 374 доллар США в год. 11,2 % от всего числа семей в округе и 14,8 % от всей численности населения находилось на момент переписи населения за чертой бедности, при этом 17,8 % из них были моложе 18 лет и 13,9 % — в возрасте 65 лет и старше.